# Uroctea lutica
Espèce
Uroctea lutica est une espèce d'araignées aranéomorphes de la famille des Oecobiidae.

## Distribution
Cette espèce est endémique de la province de Kerman en Iran,. Elle se rencontre dans le désert Dacht-e Lout.

## Description
Le mâle holotype mesure 6,82 mm, les mâles mesurent de 5,36 à 6,82 mm.

## Systématique et taxinomie
Cette espèce a été décrite par Dimitrov en 2024.

## Étymologie
Son nom d'espèce lui a été donné en référence au lieu de sa découverte, le désert Dacht-e Lout.

## Publication originale
- (en) Dimitrov, « A new spider species of the genus Uroctea Dufour, 1820 (Araneae: Oecobiidae) from the Lut desert, Iran », Zoology in the Middle East, vol. 70, no 2,‎ 2024, p. 176-179